# Bartosz Łosiak

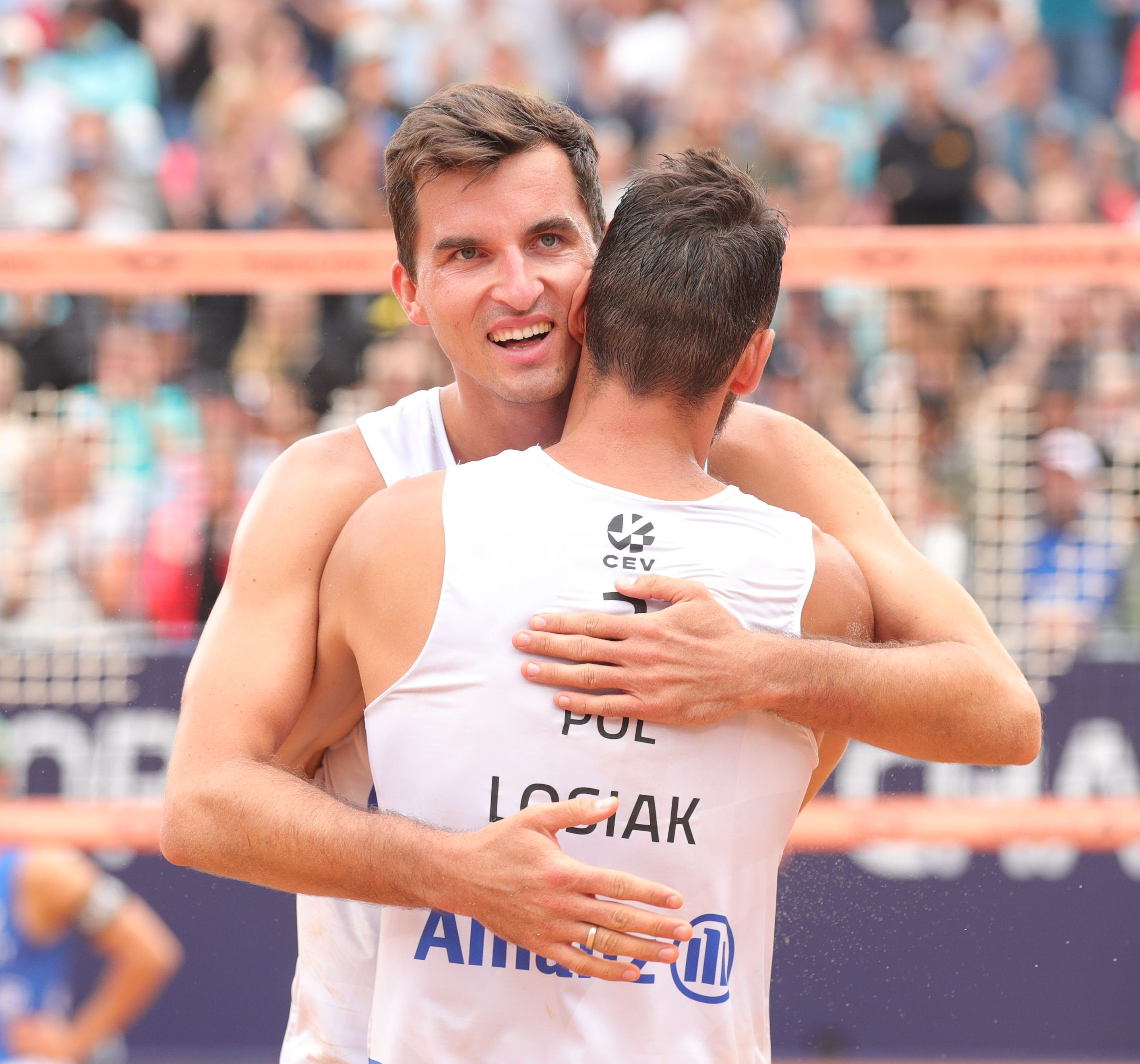
Bartosz Łosiak z Michałem Brylem na Mistrzostwach Europy 2022 w Monachium

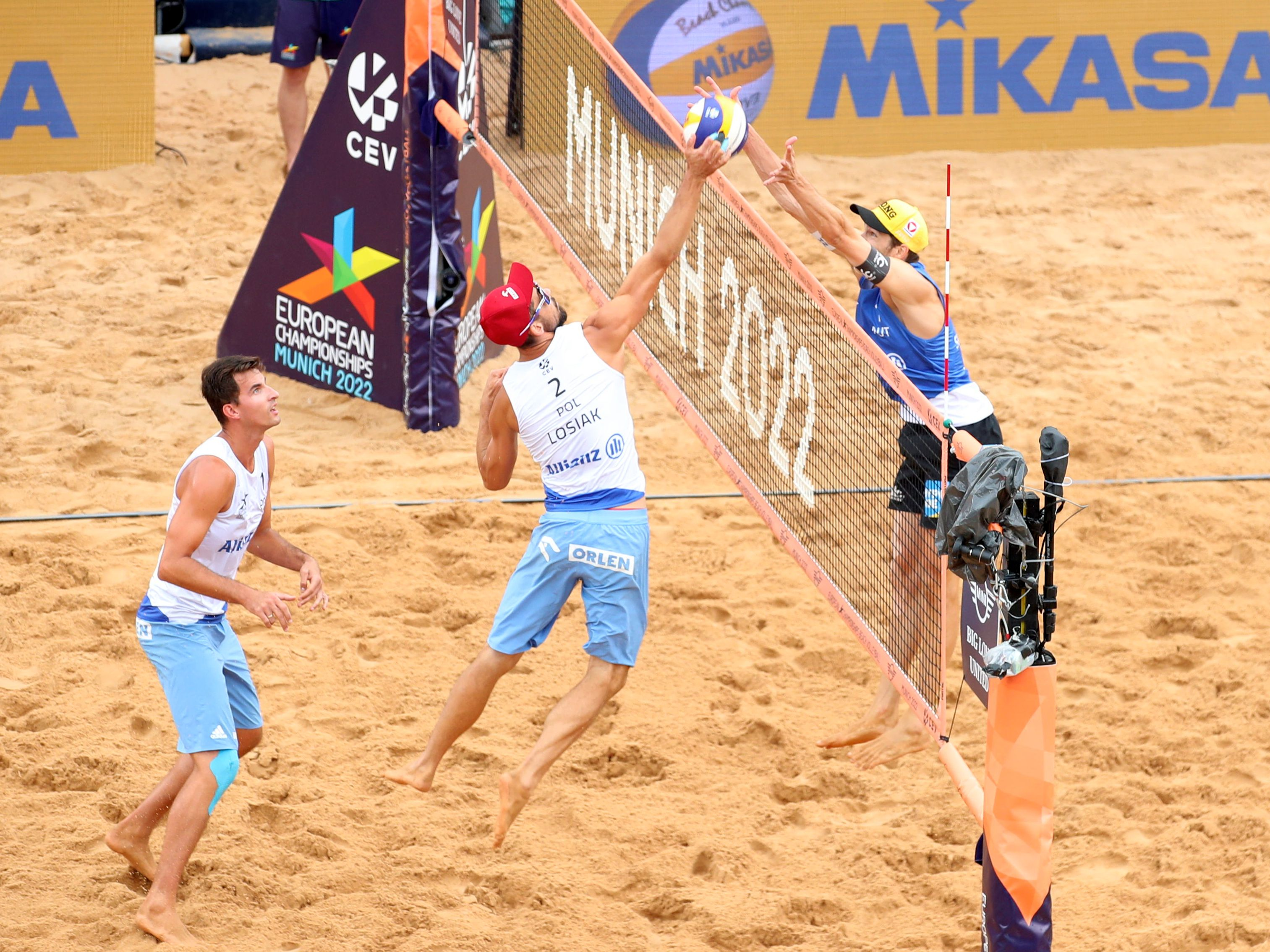
Bartosz Łosiak z Michałem Brylem w trakcie meczu na Mistrzostwach Europy 2022 w Monachium

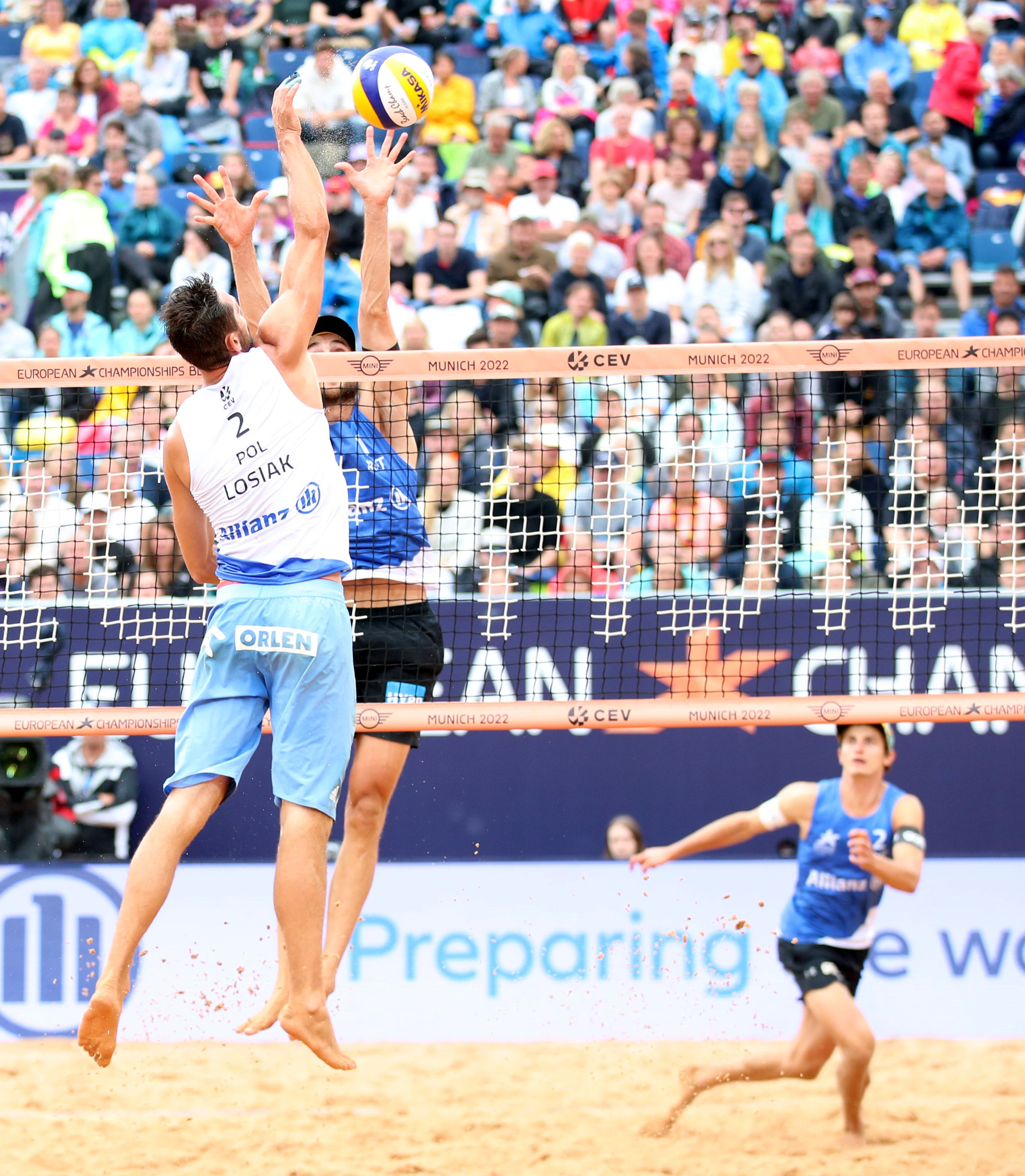
Bartosz Łosiak podczas wykonywania plasu na Mistrzostwach Europy 2022 w Monachium

Bartosz Łosiak (ur. 14 maja 1992 w Jastrzębiu-Zdroju) – polski siatkarz plażowy. Od 2022 roku gra w parze z Michałem Brylem.
Po szkole podstawowej jego trenerzy zaproponowali mu, żeby spróbował gry w siatkówkę plażową. Następnie przeniósł się do Łodzi, aby tam poważnie zająć się tym sportem. Miał duże problemy z kontuzjami. W trakcie jednego sezonu dwa razy skręcił kostkę w obu nogach. Złamał kiedyś rękę i lekarze źle mu ją złożyli. Do dziś ma przeprost w łokciu, ale to nigdy nie przeszkadzało w grze w siatkówkę plażową. Jest wychowankiem klubu KS Jastrzębie-Borynia. Rozpoczynał przygodę z plażówką na obiektach w Jastrzębiu-Zdroju, na Kąpielisku Zdrój. Ma na swoim koncie udział na czterech Igrzyskach Olimpijskich. 

## Jego partnerzy plażowi[3]
- 2009–2021: Piotr Kantor
- 2014: Michał Bryl
- 2014: Maciej Rudol
- 2016: Michał Bryl
- 2018: Mariusz Prudel
- 2022– Michał Bryl
- 2023: Maciej Rudol

## Sukcesy[4]
| W parze z Piotrem Kantorem    | W parze z Piotrem Kantorem | W parze z Piotrem Kantorem |
| Turniej                       | Trofeum                    | Rok                        |
| ----------------------------- | -------------------------- | -------------------------- |
| Mistrzostwa Świata Kadetów    | złoto                      | 2010                       |
| Mistrzostwa Europy Juniorów   | złoto                      | 2011 (Tel Awiw)            |
| Mistrzostwa Europy U-22       | złoto                      | 2013 (Warna)               |
| Mistrzostwa Świata U-23       | złoto                      | 2013 (Mysłowice)           |
| World Tour                    | brąz                       | 2014 (São Paulo)           |
| World Tour                    | srebro                     | 2015 (Stavanger)           |
| World Tour                    | brąz                       | 2016 (Doha)                |
| World Tour                    | brąz                       | 2016 (Kisz)                |
| World Tour                    | złoto                      | 2016 (Rio de Janeiro)      |
| World Tour                    | brąz                       | 2016 (Moskwa)              |
| World Tour                    | srebro                     | 2017 (Kisz)                |
| World Tour                    | srebro                     | 2017 (Rio de Janeiro)      |
| World Tour                    | srebro                     | 2017 (Gstaad)              |
| World Tour                    | srebro                     | 2018 (Haga)                |
| World Tour                    | brąz                       | 2018 (Itapema)             |
| World Tour                    | srebro                     | 2018 (Ostrawa)             |
| World Tour                    | złoto                      | 2018 (Warszawa)            |
| World Tour - turniej finałowy | brąz                       | 2018 (Hamburg)             |
| Mistrzostwa Polski            | złoto                      | 2018 (Kraków)              |
| World Tour                    | złoto                      | 2021 (Soczi)               |
| Mistrzostwa Europy            | brąz                       | 2021 (Wiedeń)              |
| W parze z Michałem Brylem     |                            |                            |
| World Tour                    | złoto                      | 2022 (Tlaxcala)            |
| World Tour                    | złoto                      | 2022 (Doha)                |
| World Tour                    | złoto                      | 2022 (Espinho)             |
| World Tour                    | złoto                      | 2022 (Hamburg)             |
| World Tour - turniej finałowy | srebro                     | 2022 (Doha)                |
| World Tour                    | brąz                       | 2023 (Uberlândia)          |
| World Tour                    | brąz                       | 2023 (Gstaad)              |
| Mistrzostwa Świata            | brąz                       | 2023 (Meksyk)              |
| World Tour                    | srebro                     | 2024 (Wiedeń)              |